# Nikolaj Nikolaevič Raevskij (1801-1843)
Nikolaj Nikolaevič Raevskij, in russo Николай Николаевич Раевский? (Mosca, 25 settembre 1801 – 5 agosto 1843), è stato un nobile e generale russo.

## Biografia
Era il figlio più giovane del generale Nikolaj Nikolaevič Raevskij, e di sua moglie, Sofija Aleksandrovna Konstantinova, unica erede dello scienziato Michail Vasil'evič Lomonosov. Ricevette un'ottima educazione a casa.

## Carriera militare
All'età di dieci anni intraprese la carriera militare nel reggimento di fanteria. Partecipò, insieme al padre, a diverse battaglie della guerra del 1812.
Il 21 dicembre 1812 divenne sottotenente e fu trasferito al 5º reggimento di Chasseurs. Il 18 maggio 1814 fu trasferito nel reggimento degli Ussari con la nomina di aiutante alla aiutante generale Illarion Illarionovič Vasil'čikov. A causa dei suoi rapporti di parentela con molti dei decabristi, portarono al suo arresto con l'accusa di coinvolgimento nei loro progetti, ma durante l'interrogatorio, dove è stato portato insieme al fratello, venne dichiarato innocente.
Visse a Carskoe Selo, dove conobbe e divenne amico di Aleksandr Sergeevič Puškin. Il 16 settembre 1826 fu nominato comandante del 17º reggimento dei Dragoni, lo stesso che suo padre comandò dal 1792 al 1797. Durante la guerra con la Turchia, prese parte alla cattura di Kars, Akhalkalaki e Ahaltsyha, per i quali il 1º gennaio 1829 venne promosso al grado di maggior generale.

## Matrimonio
Sposò, il 22 gennaio 1839, la damigella d'onore Anna Michajlovna Borozdina (1819-1883), figlia del generale Michail Michajlovič Borozdin. Ebbero due figli:
- Nikolaj Nikolaevič (1839-1876)
- Michail Nikolaevič (1841-1893)

## Morte
Si ammalò sulla strada per Mosca. Morì nel 1843.